# 杜比納 (新桑扎里區)
49°20′52″N 34°23′31″E / 49.34778°N 34.39194°E
杜比納（烏克蘭語：Дубина），是烏克蘭中部的村莊，隸屬波爾塔瓦州的波爾塔瓦區。該村處於沃爾斯克拉河左岸，距離巴洛夫卡2公里，面積3.635平方公里，海拔高度81米，2001年人口672。